# Cierge (bougie)
Pour les articles homonymes, voir cierge.

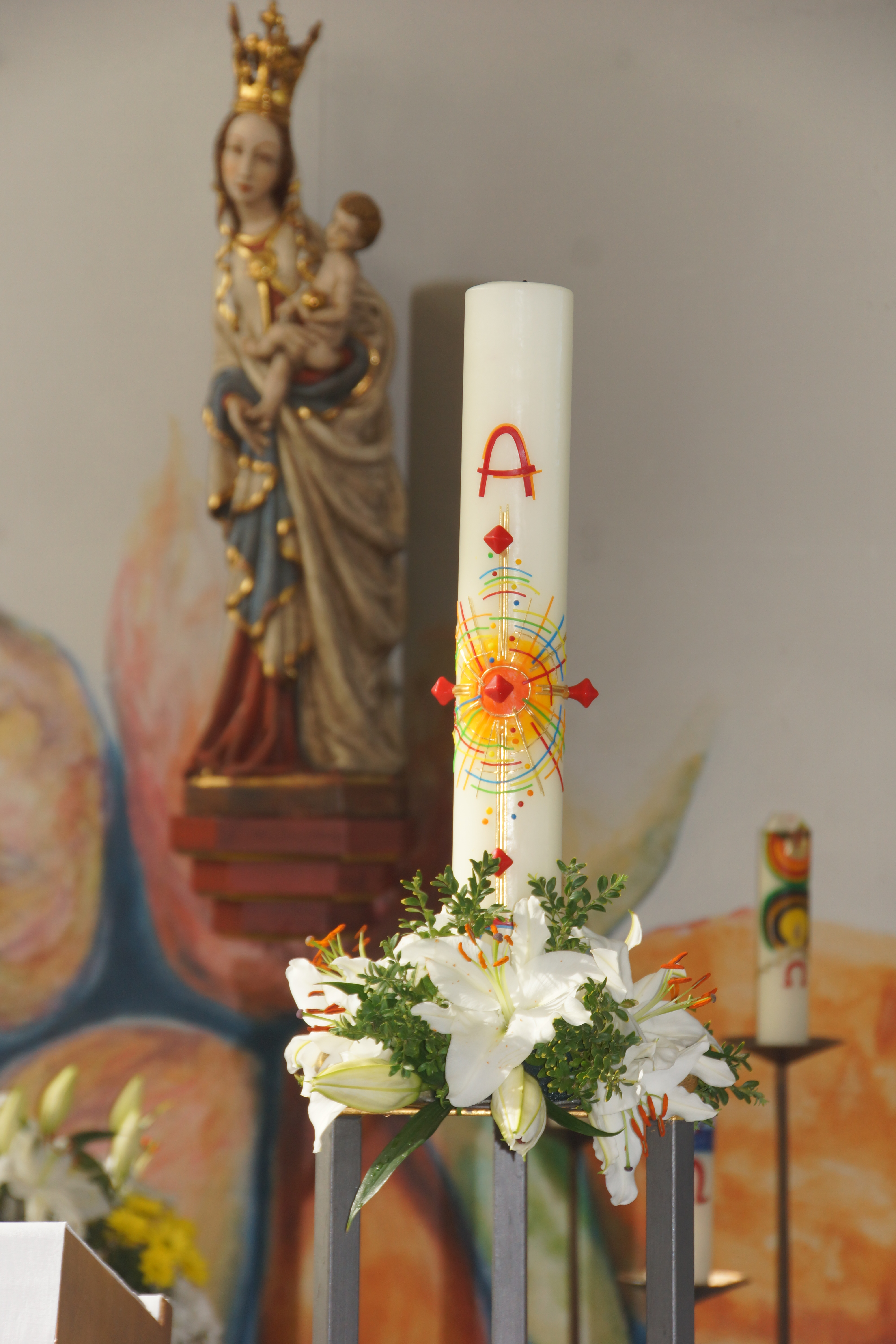
Cierges à l'église Sainte-Walburge de Holzheim, Neumarkt in der Oberpfalz, Allemagne.

Un cierge (lat. céréus : de cire) est une chandelle de cire pure, à l'exclusion de toute autre substance lorsqu'il est destiné à l'usage liturgique. Il se distingue de la bougie de cire par l'exigence de pureté de la cire. C'est une bougie de cire de qualité exceptionnelle.

## Description
Le cierge, qui peut être plus ou moins gros, long ou effilé selon sa destination, est, quand il n'est pas transporté lors d'une procession, par exemple, fixé sur un chandelier ou un pique-cierge. Les cierges catholiques sont la plupart du temps en cire blanche, les cierges orientaux en cire orange. Ils sont fabriqués par les ciergiers. Ils peuvent être peints, comme c'est toujours le cas pour le cierge pascal.
On distingue principalement :
- le cierge de communion
- le cierge de la Chandeleur
- le cierge de procession, dont la flamme peut être protégée par un cylindre ou un cube de carton, ouvert sur le dessus et plus ou moins décoré.

Parfois aussi, un simple disque de carton (enfilé à la base du cierge et maintenu au-dessus de la main) permet d'éviter la chute de cire en fusion sur la peau.
- le cierge funéraire ou cierge d'honneur
- le cierge pascal
- le cierge votif

## Galerie

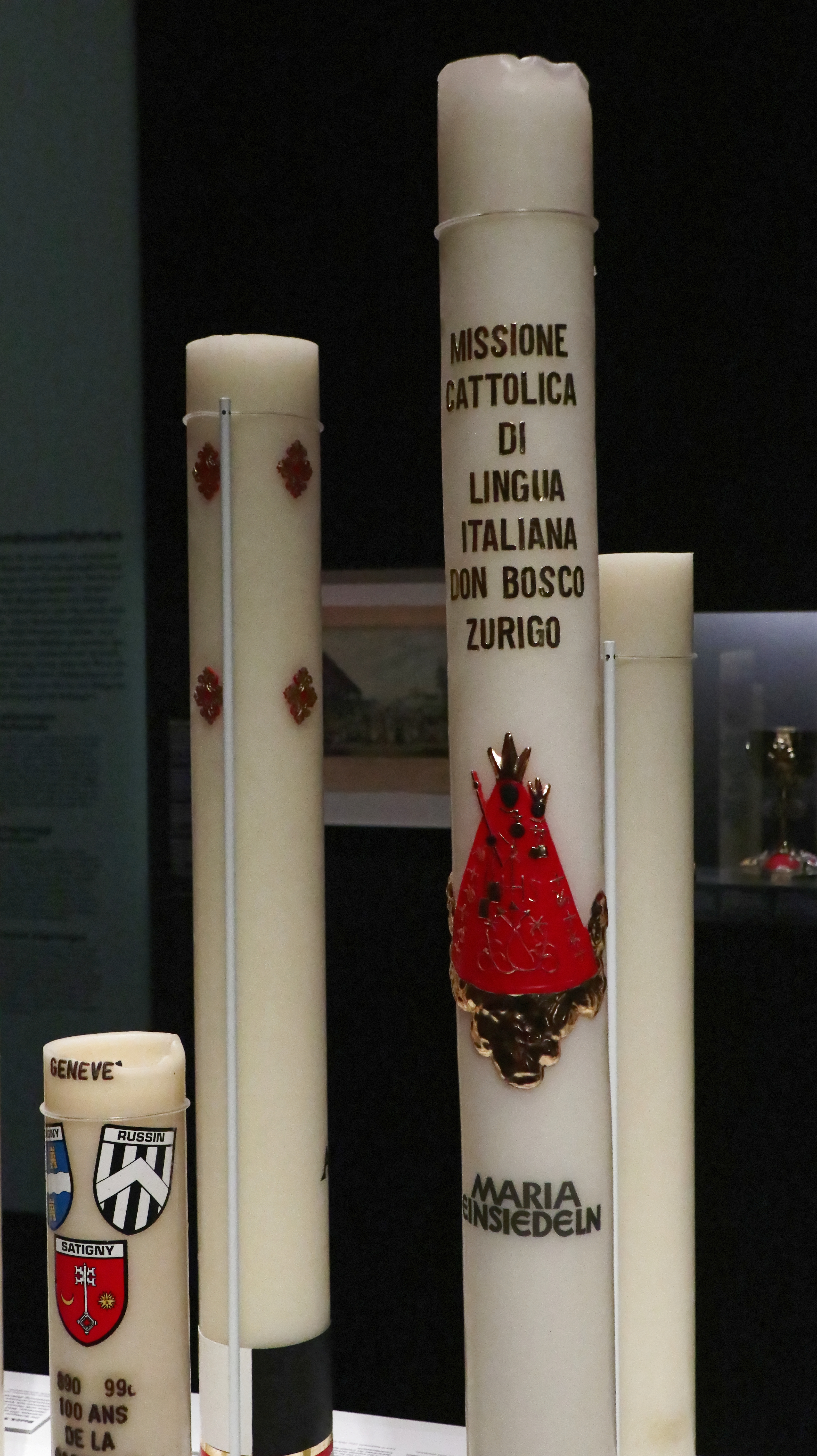
Cierges de pèlerins d'Einsiedeln, exposition au musée national suisse.
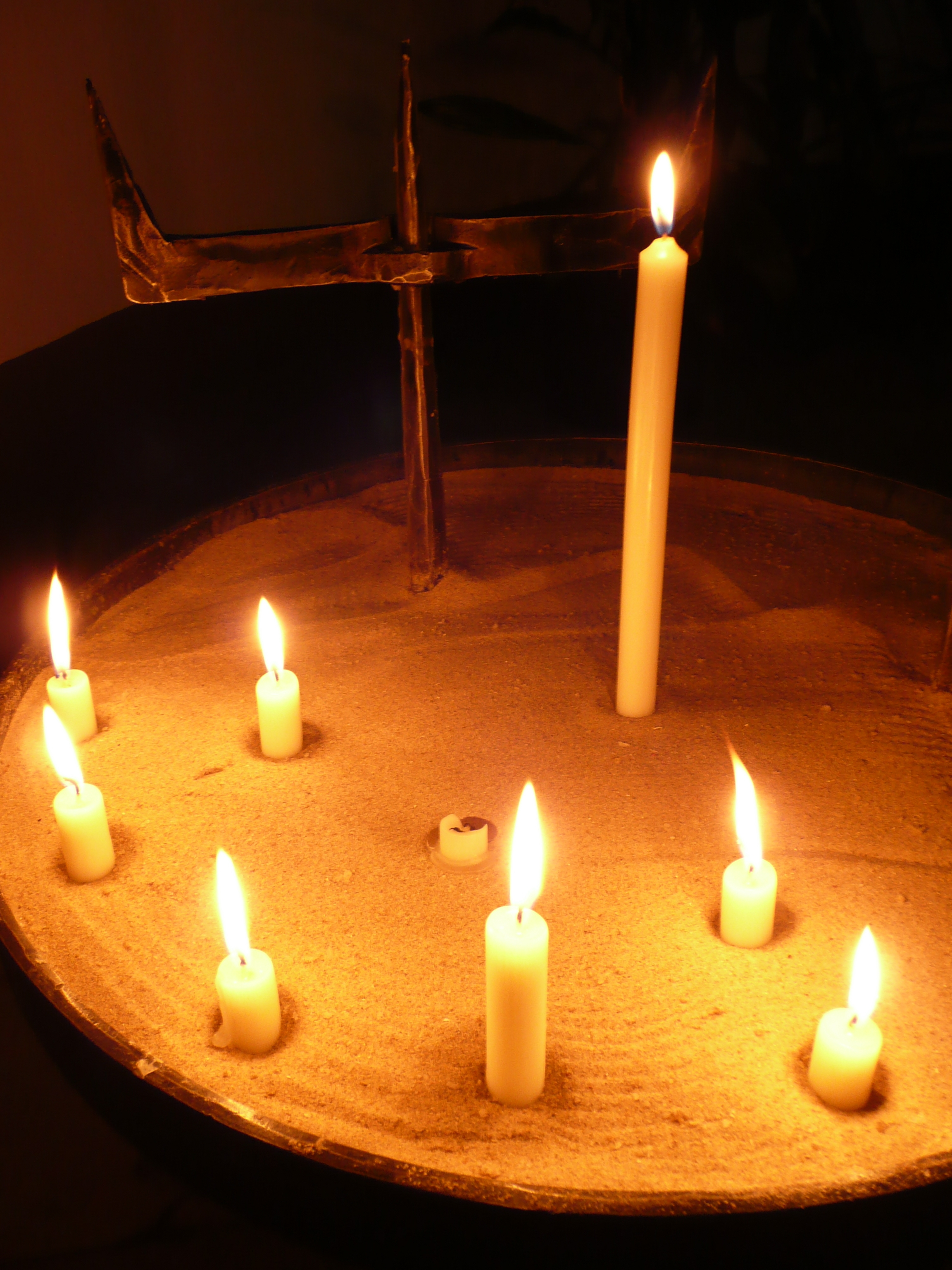
À l'église St-Boniface, Heidelberg Allemagne.
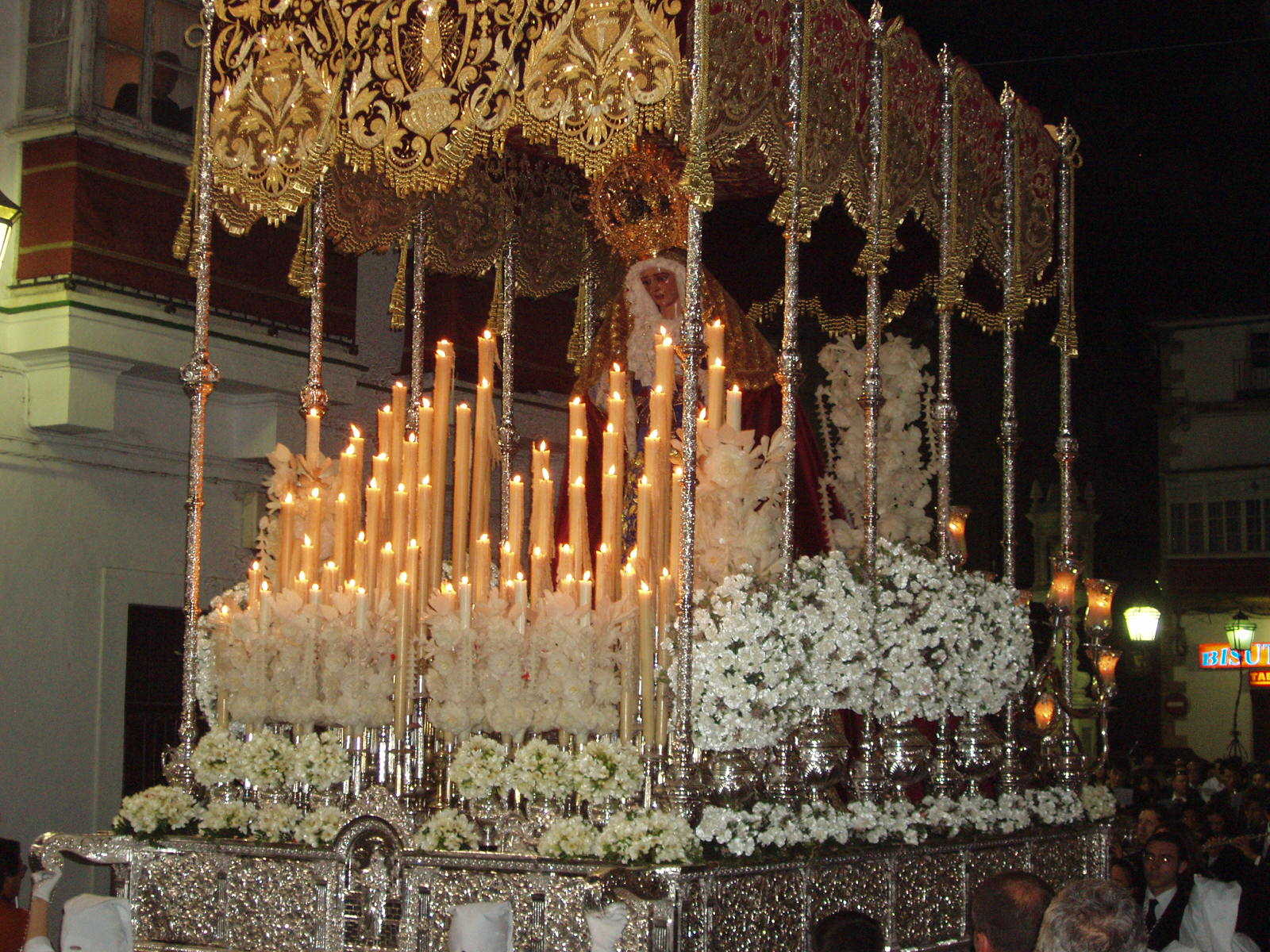
Semaine sainte à El Puerto de Santa María, Espagne.
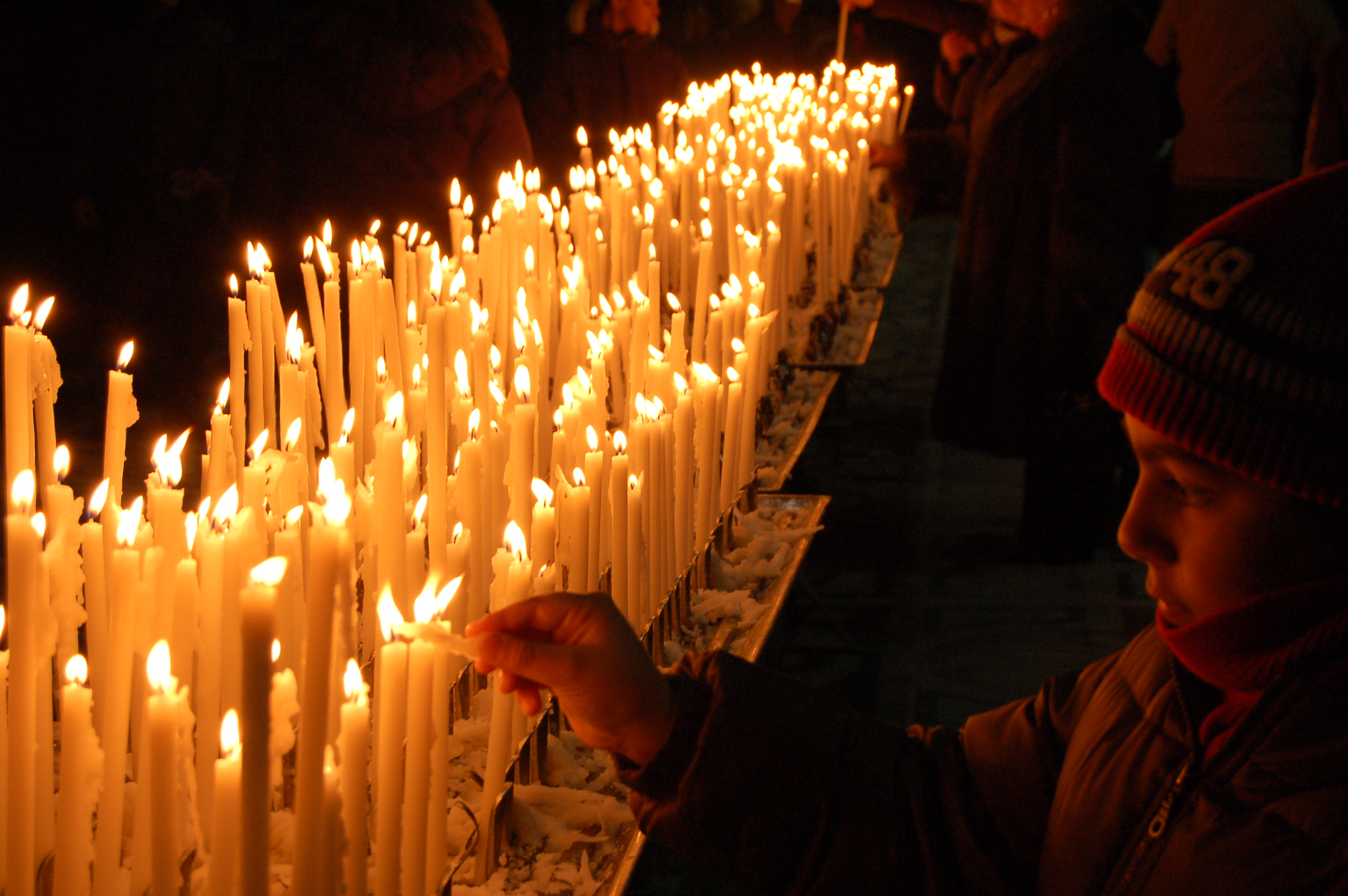
Un enfant déposant un cierge à la cathédrale de Milan en Italie.
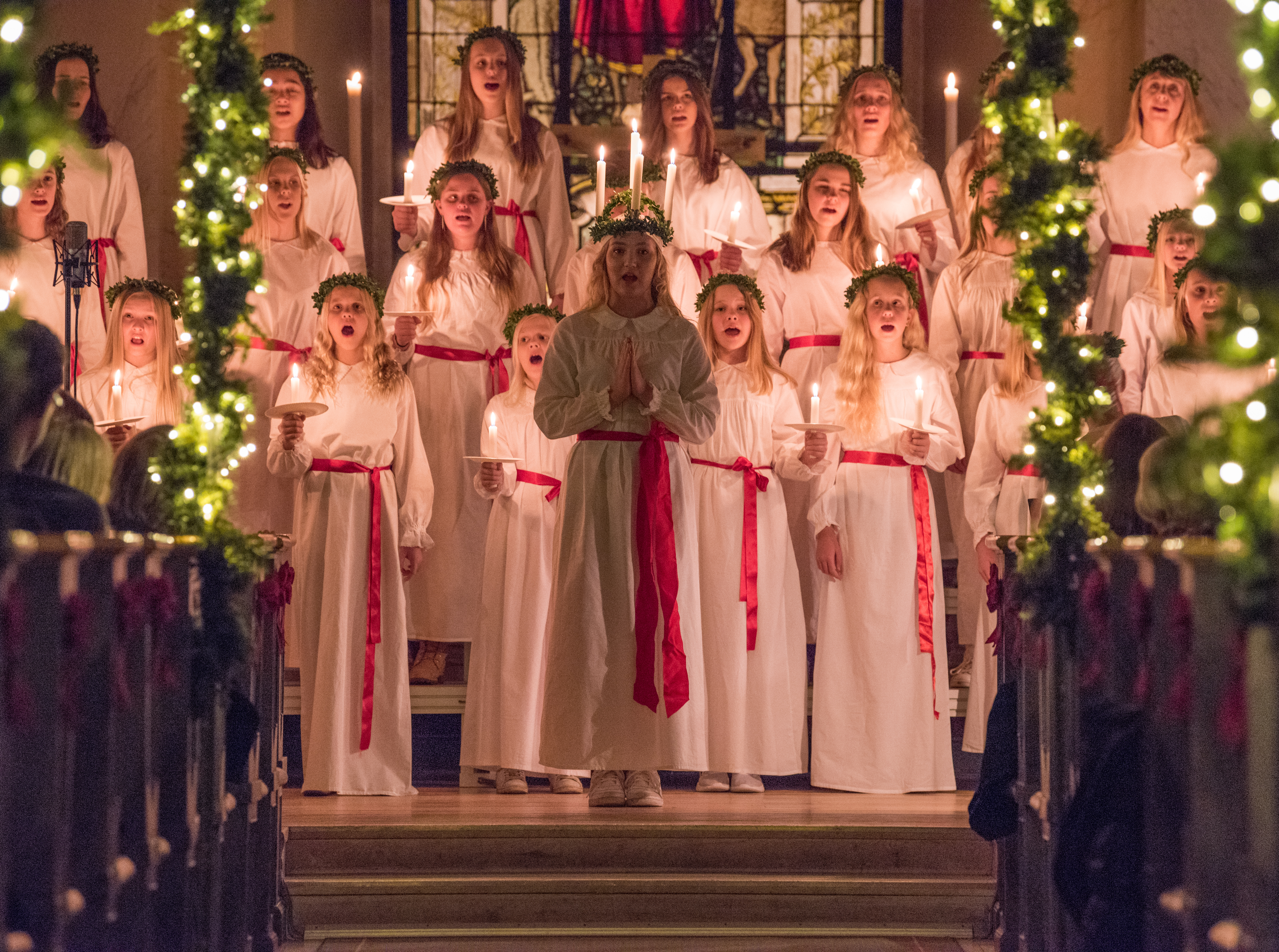
Fête de la Sainte-Lucie à Vaxholm en Suède.
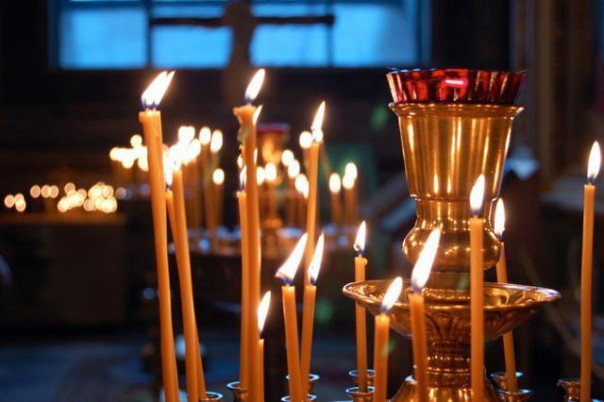
À la cathédrale St-Isaac de Saint-Pétersbourg, Russie.

## Dans la littérature
- Le Cierge est le titre d'une des Fables de La Fontaine
- Le Cierge est le titre d'une gravure de Jean-Baptiste Oudry, illustrant la fable de La Fontaine.

### Articles liés
- Céroféraire